# Прва лига СР Југославије у кошарци 2001/02.
Првенство СР Југославије у кошарци 2001/2002. је било једанаесто првенство Савезне Републике Југославије у кошарци. Због спонзорског уговора лига је имала назив Винстон ЈУБА лига. Титулу је освојио Партизан.

## Клубови у сезони 2001/02.
| Клуб                | Град      |
| ------------------- | --------- |
| Будућност           | Подгорица |
| НИС Војводина       | Нови Сад  |
| Здравље             | Лесковац  |
| Ловћен              | Цетиње    |
| Партизан            | Београд   |
| Приморка            | Бар       |
| Раднички Југопетрол | Београд   |
| Слога               | Краљево   |
| Спартак             | Суботица  |
| ФМП                 | Железник  |
| Хемофарм            | Вршац     |
| Црвена звезда       | Београд   |

## Преглед сезоне
- Ово је била прва сезона у којој се играла и Јадранска лига. Из Прве лиге СРЈ такмичила се само екипа Будућности.

## Табела
|     | Тим                 | Игр. | Поб. | Изг. | П+   | П-   | П+/- | Бод |
| --- | ------------------- | ---- | ---- | ---- | ---- | ---- | ---- | --- |
| 1.  | Будућност           | 22   | 18   | 4    | 1895 | 1747 | +148 | 40  |
| 2.  | Партизан            | 22   | 18   | 4    | 1933 | 1682 | +251 | 40  |
| 3.  | ФМП Железник        | 22   | 16   | 6    | 1914 | 1709 | +205 | 38  |
| 4.  | Хемофарм            | 22   | 13   | 9    | 1652 | 1611 | +41  | 35  |
| 5.  | Ловћен              | 22   | 12   | 10   | 1804 | 1788 | +16  | 34  |
| 6.  | НИС Војводина       | 22   | 11   | 11   | 1876 | 1860 | +16  | 33  |
| 7.  | Црвена звезда       | 22   | 10   | 12   | 1783 | 1774 | +9   | 32  |
| 8.  | Здравље             | 22   | 9    | 13   | 1765 | 1741 | +24  | 31  |
| 9.  | Спартак             | 22   | 9    | 13   | 1676 | 1755 | -79  | 31  |
| 10. | Слога               | 22   | 9    | 13   | 1671 | 1801 | -130 | 31  |
| 11. | Приморка            | 22   | 6    | 16   | 1742 | 1935 | -193 | 28  |
| 12. | Раднички Југопетрол | 22   | 1    | 21   | 1588 | 1896 | -308 | 23  |

Легенда:

## Разигравање за титулу (Плеј оф)
Четвртфинале се играло на две добијене, а полуфинале и финале на три добијене утакмице.

### Четвртфинале
Први пар:
| 9. 5. 2002. |  | Будућност | 92 : 67 | Здравље | Спортски центар Морача, Подгорица |  |

| 12. 5. 2002. |  | Здравље | 90 : 94 | Будућност | СРЦ Дубочица, Лесковац |  |

Други пар:
| 9. 5. 2002. |  | Партизан | 91 : 72 | Црвена звезда | Хала Пионир, Београд |  |

| 12. 5. 2002. |  | Црвена звезда | 71 : 77 | Партизан | Хала Пионир, Београд |  |

Трећи пар:
| 9. 5. 2002. |  | ФМП | 99 : 76 | НИС Војводина | Дворана Железник, Београд |  |

| 12. 5. 2003. |  | НИС Војводина | 95 : 89 | ФМП | СПЕНС, Нови Сад |  |

| 14. 5. 2002. |  | ФМП | 94 : 72 | НИС Војводина | Дворана Железник, Београд |  |

Четврти пар:
| 9. 5. 2002. |  | Хемофарм | 81 : 78 | Ловћен | Центар Миленијум, Вршац |  |

| 12. 5. 2002. |  | Ловћен | 76 : 68 | Хемофарм | Спортски центар Ловћен, Цетиње |  |

| 14. 5. 2002. |  | Хемофарм | 80 : 73 | Ловћен | Центар Миленијум, Вршац |  |

### Полуфинале
Први пар:
| 17. 5. 2002. |  | Будућност | 90 : 79 | Хемофарм | Спортски центар Морача, Подгорица |  |

| 19. 5. 2002. |  | Будућност | 96 : 92 | Хемофарм | Спортски центар Морача, Подгорица |  |

| 22. 5. 2002. |  | Хемофарм | 84 : 73 | Будућност | Центар Миленијум, Вршац |  |

| 24. 5. 2002. |  | Хемофарм | 98 : 96 | Будућност | Центар Миленијум, Вршац |  |

| 27. 5. 2002. |  | Будућност | 99 : 78 | Хемофарм | Спортски центар Морача, Подгорица |  |

Други пар:
| 17. 5. 2002. |  | Партизан | 82 : 74 | ФМП | Хала Пионир, Београд |  |

| 19. 5. 2002. |  | Партизан | 61 : 74 | ФМП | Хала Пионир, Београд |  |

| 22. 5. 2002. |  | ФМП | 90 : 95 | Партизан | Дворана Железник, Београд |  |

| 24. 5. 2002. |  | ФМП | 102 : 107 | Партизан | Дворана Железник, Београд |  |

### Финале
| 1. 6. 2002. |                                      | Будућност | 84 : 85       | Партизан | Спортски центар Морача, Подгорица Гледаоци: 5,000 Судије: Мрдак, Лапетић |  |
| 1. 6. 2002. | Четвртине: 34-18, 8-26, 24-22, 18-19 |           |               |          | Спортски центар Морача, Подгорица Гледаоци: 5,000 Судије: Мрдак, Лапетић |  |
| 1. 6. 2002. | Поени: Ракочевић 33                  |           | Шћепановић 24 |          | Спортски центар Морача, Подгорица Гледаоци: 5,000 Судије: Мрдак, Лапетић |  |

| 3. 6. 2002. |                                      | Будућност | 66 : 74       | Партизан | Спортски центар Морача, Подгорица Гледаоци: Љуца, Белошевић Судије: 5,000 |  |
| 3. 6. 2002. | Четвртине: 26-19, 18-24, 13-27, 9-14 |           |               |          | Спортски центар Морача, Подгорица Гледаоци: Љуца, Белошевић Судије: 5,000 |  |
| 3. 6. 2002. | Поени: Вукчевић 14                   |           | Станојевић 18 |          | Спортски центар Морача, Подгорица Гледаоци: Љуца, Белошевић Судије: 5,000 |  |

| 6. 6. 2002. |                                       | Партизан | 104 : 80     | Будућност | Хала Пионир, Београд Гледаоци: 6,500 Судије: Белошевић, Љуца |  |
| 6. 6. 2002. | Четвртине: 34-21, 17-18, 22-18, 31-23 |          |              |           | Хала Пионир, Београд Гледаоци: 6,500 Судије: Белошевић, Љуца |  |
| 6. 6. 2002. | Поени: Вујанић 31                     |          | Ракочевић 18 |           | Хала Пионир, Београд Гледаоци: 6,500 Судије: Белошевић, Љуца |  |

| Првак СР Југославије 2001/02. |
| ----------------------------- |
| Партизан                      |

## Састави екипа
| Екипа         | Играчи | Тренер                            |
| ------------- | --- | --------------------------------- |
| Партизан      | Јово Станојевић, Владо Шћепановић, Милош Вујанић, Ненад Чанак, Ненад Крстић, Предраг Матерић, Веселин Петровић, Ђуро Остојић, Вуле Авдаловић, Александар Глинтић, Стеван Нађфеји, Александар Гајић                                             | Душко Вујошевић                   |
| Будућност     | Бојан Бакић, Александар Окунски, Александар Смиљанић, Дејан Радоњић, Игор Ракочевић, Горан Ћакић, Драган Вукчевић, Александар Павловић, Владимир Кузмановић, Дејан Милојевић, Драган Ћеранић, Жарко Чабаркапа                                  | Зоран Сретеновић                  |
| Црвена звезда | Владимир Тица, Душан Недић, Срђан Јовановић, Ајзеја Морис, Јован Копривица, Милан Дозет, Милутин Алексић, Стеван Пековић, Петар Петровић, Зоран Нишавић, Ђалетић, Милко Бјелица, Прстојевић, Воштић, Милутиновић, Андрејевић, Томислав Томовић | Зоран Кречковић, Мирослав Николић |

## Статистички најбољи играчи

### Поени
| Поз. | Играч              | Клуб          | Просек |
| ---- | ------------------ | ------------- | ------ |
| 1.   | Златко Болић       | НИС Војводина | 20.7   |
| 2.   | Мијаило Грушановић | НИС Војводина | 20.1   |
| 3.   | Игор Ракочевић     | Будућност     | 19.8   |
| 4.   | Младен Шекуларац   | ФМП Железник  | 18.4   |
| 5.   | Небојша Богавац    | Хемофарм      | 17.9   |

### Скокови
| Поз. | Играч           | Клуб         | Просек |
| ---- | --------------- | ------------ | ------ |
| 1.   | Саво Ђикановић  | Лоћен        | 10.1   |
| 2.   | Ненад Марковић  | Здравље      | 7.5    |
| 3.   | Јово Станојевић | Партизан     | 7.3    |
| 4.   | Дејан Бецин     | Спартак      | 6.8    |
| 5.   | Горан Николић   | ФМП Железник | 6.6    |

### Асистенције
| Поз. | Играч            | Клуб      | Просек |
| ---- | ---------------- | --------- | ------ |
| 1.   | Миљан Павковић   | Здравље   | 6.1    |
| 2.   | Горан Јеретин    | Ловћен    | 4.6    |
| 3.   | Радован Пешић    | Приморка  | 3.4    |
| 4.   | Драгољуб Видачић | Хемофарм  | 3.1    |
| 5.   | Игор Ракочевић   | Будућност | 2.9    |